# 恋する警護24時
『恋する警護24時』（こいするけいご にじゅうよじ）はテレビ朝日系「オシドラサタデー」枠で2024年1月13日から3月9日まで放送されたテレビドラマ。主演は連続ドラマ初単独主演の岩本照（Snow Man）。
無骨でストイックなボディガードの男性が、命を狙われている負けず嫌いで頑固な女性弁護士の24時間警護を請け負うことから始まるアクションラブコメディー。

## あらすじ
北沢辰之介は「RACCO警備保障」のエース的存在のボディガード。「矢吹法律事務所」で働く弁護士・岸村里夏のボディガードを担当することになる。里夏は最初は警護を拒否するが、かつて担当した事件の被害者である兄妹に襲われ右手の甲をカッターナイフで切られてしまう。この一件を受け、法律事務所の所長・矢吹からの要請で、その日から1週間、24時間警護を行うことになり、不器用な2人は、少しずつ心を通わせていく。

## キャスト

### 主要人物
北沢辰之助（きたざわ たつのすけ）〈30〉
演 - 岩本照（Snow Man）（少年期：齋藤潤）
「RACCO警備保障」勤務。ボディガードのスペシャリストで会社のエース的存在。前職は警察官。
岸村里夏を厳戒態勢の24時間警護するため、ひとつ屋根の下で暮らすことになる。
岸村里夏（きしむら りか）〈30〉
演 - 白石麻衣（中学生時代：月島琉衣）
矢吹法律事務所で働く弁護士。真面目で一本気な性格。担当した案件の関係者から逆恨みされ命を狙われる。
里夏を心配した所長が辰之助に警護を依頼するが、警護の必要はないと考える里夏は辰之助とぶつかっていく。

### RACCO警備保障
原湊（はら みなと）〈27〉
演 - 藤原丈一郎（なにわ男子）
ボディガード。辰之助の2年後輩で辰之助と厚徳の3人でシェアハウスをしている。実家が金持ち。
椎谷厚徳（しいや あつのり）〈40〉
演 - 今野浩喜
ボディガード。辰之助より先輩。体力がある力持ち。
塚本和江（つかもと かずえ）〈52〉
演 - 松下由樹
社長。
村田耕太
演 - 北村圭吾
ボディガード。通称：村さん。体育会系でパワフル。奥さんを溺愛中。

### 矢吹法律事務所
矢吹賢治（やぶき けんじ）〈75〉
演 - 小野武彦
所長。里夏の良き上司。辰之助の父の事件の裁判官。
戸口美央（とぐち みお）〈26〉
演 - 岡本夏美
パラリーガル。明るい性格で、恋愛にも積極的。

### ラーキリッシュ
急成長中のミールキットを扱う会社。
漆原透吾（うるしばら とうご） / 水田雄介〈34〉
演 - 溝端淳平（少年期：織山尚大〈少年忍者〉）
社長。里夏のクライアント。
警察官だった辰之助の父・克己が殺された事件に関係する。
事件の証拠物件を辰之助から奪おうとして刺傷を負わせ、逃走している。
河野宗一（こうの そういち）〈27〉
演 - 内田航
漆原の秘書。

### その他
北沢克己（きたざわ かつみ）
演 - 丸山智己
辰之助の父。稗桜警察署の警察官だったが、強盗事件で殉職している。
津田結子（つだ ゆいこ）〈31〉
演 - 吉谷彩子
看護師。辰之助の元恋人。
加賀美洋太（かがみ しょうた）
演 - 山口大地（少年期：今井柊斗）（第2話 - ）
少年時に北沢克己の事件にかかわった男性。強盗は認めたが、克己の刺殺は否認していた。
成人になり、たまに克己の墓へ花を手向けている。
金井光男（かない みつお）
演 - 渋谷謙人（少年期：唐木俊輔）（第4話 - ）
北沢克己の刺殺事件に使用されたナイフの持ち主。
北沢は加賀美宛のメールを利用して接触しようとしたものの取り逃がしてしまっている。

### ゲスト

#### 第1話
吾妻修子
演 - 櫻井淳子
経営難に陥った里夏の実家の会社「岸村フーズ」の債務整理と事業再生を手助けしている。
このことが里夏が弁護士を目指すきっかけとなっている。
小野寺英雄
演 - 小沼朝生
元刑事。辰之助の父の事件を定年前に担当した。
梶尾朋絵
演 - 星野奈緒（第2話）
「救保ファンド」の被害者。そのために家族で経営する「梶尾出版」が破産している。
そんな会社の弁護をした里夏を恨んでカッターで切りつけ、右手に怪我を負わせている。
梶尾真也
演 - 松本城太郎（第2話）
朋絵の兄。朋絵と共に里夏が講演をする盟京大学に侵入し、里夏を襲おうとする。
上島芳子
演 - あいだあい
母校の盟京大学で里夏が行った講演会のスタッフ。里夏を控室に呼びに来る。
高橋明人、高橋
演 - 吉田朗、水野篤史
盟京大学の搬入口と出入り口の警備員。

#### 第2話
梶尾郁夫、幸子
演 - 中山克己、外海多伽子
朋絵と真也の両親。里夏にお詫びがしたいと矢吹法律事務所あてに申し入れをし、里夏と厳戒態勢の中、面会して謝罪している。

#### 第3話
岸村善治、岸村夏子
演 - 髙木建二、角田千景
岸村里夏の両親。
佐渡学
演 - 向井康人
里夏の実家の「岸村フーズ」の倉庫に侵入した泥棒。
男性
演 - 渡辺航平（第5話）
加賀美洋太がかつて働いていたファミレスで女性ふたりと騒いでいた男性客。店の鍵を床に落としていった。

#### 第4話
原香
演 - 桜井日奈子（最終話）
原湊の姉。湊に頻繁に連絡してきて、実家の会社の事業拡大のためにボディガードを辞めて手伝えと迫る。
湊に連絡を無視され続けたため、社員寮にまで押しかけて強引に連れ戻そうとして、里夏とやり合ってしまう。

#### 第5話
沼岡康太、佐野礼司、大久保千代、庄司芳治
演 - 大高洋夫（第6話）、牧トオル（第6話）、吉田恵利子（第6話）、三宅重信（第6話）
ラーキリッシュの新商品お披露目パーティに招待された契約農家の人たち。
北沢克己の刺殺事件に関わった少年の1人と漆原が似ていると言う者が地元にいると沼岡が話す。
五十嵐充、中嶋大貴
演 - 榎木薗郁也（第6話・最終話）、大西武志（第6話・最終話）
金井光男の殺害現場に駆け付けた刑事たち。居合わせた辰之助を捕まえる。
きなこ
演 - こたろう
辰之助がかつて飼っていたポメラニアン。

#### 第6話
黒川京介
演 - 川末敦
辰之助が収容された品川東警察署・留置場の担当官。

#### 第8話
伊東礼香
演 - 中山志緒音
加賀美が入院した病院の看護師。

## スタッフ
- 脚本 - 金子ありさ[34]
- 演出 - 鈴木浩介、宝来忠昭[35]、飛田一樹[36]
- 音楽 - 髙見優、信澤宣明[35]
- 主題歌 - Snow Man「LOVE TRIGGER」（MENT RECORDING）[34]
- ボディガード&警察監修 - 古谷謙一
- 法律監修 - 吉村健一郎（六本木法律事務所）
- アクション - 和田三四郎
- スケジューラー - 坂梨有剋
- エグゼクティブプロデューサー - 三輪祐見子（テレビ朝日）[35]
- プロデューサー - 神田エミイ亜希子（テレビ朝日）、尾花典子（ストームレーベルズ）、石塚清和（ファインエンターテイメント）、岡田健人（ファインエンターテイメント）[35]
- 制作協力 - ファインエンターテイメント[35]
- 制作著作 - テレビ朝日[35]、ストームレーベルズ

## 放送日程
| 話数   | 放送日  | サブタイトル                   | 演出     |
| ------ | ------- | ------------------------------ | -------- |
| 第1話  | 1月13日 | 相性最悪な任務開始!            | 鈴木浩介 |
| 第2話  | 1月20日 | 同棲生活スタート!?             | 鈴木浩介 |
| 第3話  | 1月27日 | 誰だ!?差出人不明のメッセージ   | 鈴木浩介 |
| 第4話  | 2月03日 | リビング騒然!突然の襲来!       | 宝来忠昭 |
| 第5話  | 2月10日 | 事件発生!誘惑の夜              | 鈴木浩介 |
| 第6話  | 2月17日 | ハメられた!絶体絶命の夜        | 鈴木浩介 |
| 第7話  | 2月24日 | 新たな警護依頼!?証拠はどこだ   | 飛田一樹 |
| 第8話  | 3月02日 | 特別なクライアント…2人の決断!? | 鈴木浩介 |
| 最終話 | 3月09日 | そばにいて欲しい…新たな任務へ! | 鈴木浩介 |

- 第1話は23時 - 翌0時の30分拡大放送。
- 第4話は『開局65周年記念 サッカーAFCアジアカップカタール 準々決勝  日本× イラン』（20時 - 22時35分）中継に伴う特別編成の関係で5分繰り下げられ、23時5分 - 23時35分に放送された[38]。
- 第6話は『テレビ朝日開局65周年記念 MC芸人・奇跡の一夜 よくぞ集まったSP!!』（19時 - 22時52分）に伴う特別編成の関係で30分繰り下げられ、23時30分 - 翌0時に放送された。

## スピンオフドラマ
『恋し続けて警護240日』のタイトルで、動画配信サービス「TELASA」にて2月10日の第5話放送終了後から配信中。主演は藤原丈一郎（なにわ男子）。

### キャスト（スピンオフドラマ）
- 原湊 - 藤原丈一郎
- 津田結子 - 吉谷彩子[39]
- 椎谷厚徳 - 今野浩喜[39]
- 山本薫子 - 香音[39]

湊のお見合い相手。
- 村田耕太 - 北村圭吾[39]
- 原香 - 桜井日奈子[39]

### スタッフ（スピンオフドラマ）
- 脚本 - 金子ありさ、久保田大介[39]
- 演出 - 宝来忠昭[39]
- 音楽 - 髙見優、信澤宣明
- エグゼクティブプロデューサー - 三輪祐見子（テレビ朝日）
- プロデューサー - 神田エミイ亜希子（テレビ朝日）、尾花典子（ストームレーベルズ）、石塚清和（ファインエンターテイメント）、岡田健人（ファインエンターテイメント）
- 制作協力 - ファインエンターテイメント
- 制作著作 - テレビ朝日

### 配信日程（スピンオフドラマ）
| 各話 | 配信日  | 脚本 |
| ---- | ------- | ---- |
| 前編 | 2月10日 |      |
| 後編 | 2月18日 |      |